# Линторн-Орман, Рота
Рота Линторн-Орман (англ. Rotha Lintorn-Orman, 1895—1935) — одна из первых британских фашистов. Основательница и лидер британских нацистов, первый британский политик, придерживавшаяся откровенно фашистских взглядов.

## Ранние годы
Родилась в Кенсингтоне Лондон, в семье Карла Эдварда Ормана, майора Эссекского полка, её дед по материнской линии фельдмаршал Британской армии сэр Джон Линторн Арабин Симмонс. При рождении получила имя  'Рота Берил Орман', позже сменила имя на Рота Линторн-Орман.
Во время Первой мировой войны была членом Женской Резервной Скорой помощи, также работала с шотландским Женским лечебным корпусом. За отличие проявленное во время пожара в Салониках в 1917 году была награждена. В эти годы у неё появились сильные чувства британского национализма, Рота стала ярой приверженкой монархизма и империализма. После войны она продолжила свою работу в области военной медицины, став главой школы Красного Креста для подготовки водителей к действиям на поле боя.

## Фашизм
После войны Линторн-Орман поместила объявление в праворадикальном журнале Патриот о поиске общения с антикоммунистами. Это привело к появлению в 1923 году британского фашизма, как ответ на растущую силу Лейбористской партии, источник большого беспокойства ярой антикоммунистки Линторн-Орман. Партия Линторн-Орман финансируется её матерью и старается действовать в рамках закона, являясь крайним крылом Консервативной партии Великобритании. Рота в сущности была близка к тори, но вследствие сильных антикоммунистических взглядов склонилась к фашизму, что в значительной степени обусловлено её восхищением Бенито Муссолини и тем, что она увидела, как эффективен его стиль политики. Со временем партия раскололась. Например, во время Всеобщей забастовки 1926 года откололись умеренные во главе с R.B.D. Blakeney, ряд радикальных членов подали в отставку и сформировали движение Национальный фашизм. Когда появились Имперская фашистская лига и Британский союз фашистов (БСФ) часть членов партии перешли в них. В свою очередь Рота не имела ничего общего с БСФ, так как считала, что взгляды Освальда Мосли близки к коммунистическим. Несмотря на то, что партия Линторн-Ортман потеряла большую часть своих членов, в 1932 году Нил Фрэнсис Хоукинс стал её членом.

## Последние годы
Со временем у Линторн-Орман развились зависимость от алкоголя и наркотиков, слухи о её личной жизни стали вредить репутации Роты. В итоге на фоне зловещих рассказов о пьянстве дочери, потреблении наркотиков и участии в оргиях мать прекратила финансировать Линторн-Орман. В 1933 году Рота заболела и прекратила активную деятельность, руководство перешло к миссис Д. Г. Харнет, которая, стремясь вдохнуть новую жизнь в партию, попыталась вступить в союз с Ольстерскими лоялистами. Рота Линторн-Орман умерла в марте 1935 года в Лас-Пальмасе, Канарские острова. С её кончиной прекратила существование и её партия.